# Sune Kiilerich
Sune Aagaard Kiilerich (Ikast, 18 dicembre 1990) è un calciatore danese, difensore dell'Hisøy.

## Carriera

### Club

#### Midtjylland e Sampdoria
Cresciuto nel Midtjylland, con questa squadra ha partecipato anche al Torneo di Viareggio 2009, manifestazione in cui ha segnato una rete ai danni del Novara. A gennaio 2010, la Sampdoria ha ingaggiato Kiilerich, per aggregarlo alla formazione Primavera per il finale di stagione.

#### Viborg
In vista del campionato 2010-2011, Kiilerich ha fatto ritorno in Danimarca per giocare in prestito al Viborg, compagine militante in 1. Division. Ha esordito in squadra il 3 settembre 2010, schierato titolare nella sconfitta interna per 0-1 contro il Fredericia. Ha giocato 18 partite di campionato in squadra, contribuendo all'11º posto finale del Viborg.

#### Silkeborg
Il 18 luglio 2011, la Sampdoria ha comunicato sul proprio sito internet d'aver ceduto Kiilerich al Silkeborg a titolo definitivo. Il giocatore ha firmato un accordo biennale col nuovo club. Ha esordito in Superligaen in data 31 luglio, subentrando a Martin Svensson nel pareggio interno per 1-1 contro il SønderjyskE.
Il 30 settembre 2012 ha trovato la prima rete nella massima divisione locale, nel successo casalingo per 2-1 sull'Aalborg. Al termine di quello stesso campionato, il suo Silkeborg è retrocesso in 1. Division.
Kiilerich ha contribuito all'immediata promozione, arrivata nell'anno successivo. Il giocatore è rimasto in squadra fino al mese di gennaio 2015, totalizzando complessivamente 55 presenze e una rete tra Superligaen e 1. Division.

#### Fredericia
Il 29 gennaio 2015, il Fredericia ha ufficializzato sul proprio sito internet l'ingaggio di Kiilerich, che si è legato alla squadra con un accordo biennale. Ha esordito con questa maglia il 15 marzo, schierato titolare nel pareggio per 0-0 contro l'HB Køge. Nel campionato 2016-2017, ha lottato con un persistente infortunio all'inguine, che non gli ha permesso di essere impiegato con continuità.

#### Arendal
L'8 dicembre 2016, i norvegesi dell'Arendal – neopromossi in 1. divisjon – hanno annunciato l'ingaggio di Kiilerich, che si è legato al nuovo club con un contratto valido a partire dal 1º gennaio 2017: il giocatore è arrivato a parametro zero. Il 21 marzo successivo è stato scelto come capitano. Ha esordito in squadra il 2 aprile, schierato titolare nella sconfitta per 2-1 subita sul campo del Mjøndalen. Il 27 giugno ha trovato la prima rete, nella partita persa per 3-1 contro lo Start. Il 5 ottobre 2017 ha prolungato il contratto con l'Arendal fino al 31 dicembre 2019. Al termine di quello stesso campionato, l'Arendal è retrocesso in 2. divisjon.

### Nazionale
Kiilerich ha rappresentato la Danimarca a livello Under-18 e Under-19.

## Statistiche

### Presenze e reti nei club
Statistiche aggiornate al 10 novembre 2017.
| Stagione          | Club              | Campionato        | Campionato | Campionato | Coppe nazionali | Coppe nazionali | Coppe nazionali | Coppe continentali | Coppe continentali | Coppe continentali | Supercoppe | Supercoppe | Supercoppe | Totale | Totale |
| Stagione          | Club              | Comp              | Pres       | Reti       | Comp            | Pres            | Reti            | Comp               | Pres               | Reti               | Comp       | Pres       | Reti       | Pres   | Reti   |
| ----------------- | ----------------- | ----------------- | ---------- | ---------- | --------------- | --------------- | --------------- | ------------------ | ------------------ | ------------------ | ---------- | ---------- | ---------- | ------ | ------ |
| 2010-2011         | Viborg            | 1D                | 18         | 0          | CD              | 1+              | 0+              | -                  | -                  | -                  | -          | -          | -          | 19+    | 0+     |
| 2011-2012         | Silkeborg         | SL                | 13         | 0          | CD              | 1+              | 0+              | -                  | -                  | -                  | -          | -          | -          | 14+    | 0+     |
| 2012-2013         | Silkeborg         | SL                | 21         | 1          | CD              | 2+              | 0+              | -                  | -                  | -                  | -          | -          | -          | 23+    | 1+     |
| 2013-2014         | Silkeborg         | 1D                | 18         | 0          | CD              | 1               | 0               | -                  | -                  | -                  | -          | -          | -          | 19     | 0      |
| 2014-gen. 2015    | Silkeborg         | SL                | 3          | 0          | CD              | 3               | 0               | -                  | -                  | -                  | -          | -          | -          | 6      | 0      |
| Totale Silkeborg  | Totale Silkeborg  | Totale Silkeborg  | 55         | 1          |                 | 7+              | 0+              |                    | -                  | -                  |            | -          | -          | 62+    | 1+     |
| gen.-giu. 2015    | Fredericia        | 1D                | 14         | 0          | CD              | -               | -               | -                  | -                  | -                  | -          | -          | -          | 14     | 0      |
| 2015-2016         | Fredericia        | 1D                | 26         | 0          | CD              | 4               | 0               | -                  | -                  | -                  | -          | -          | -          | 30     | 0      |
| lug.-dic. 2016    | Fredericia        | 1D                | 3          | 0          | CD              | 0               | 0               | -                  | -                  | -                  | -          | -          | -          | 3      | 0      |
| Totale Fredericia | Totale Fredericia | Totale Fredericia | 43         | 0          |                 | 4               | 0               |                    | -                  | -                  |            | -          | -          | 47     | 0      |
| 2017              | Arendal           | 1D                | 25         | 1          | CN              | 1               | 0               | -                  | -                  | -                  | -          | -          | -          | 26     | 1      |
| Totale            | Totale            | Totale            | 141        | 2          |                 | 13+             | 0+              |                    | -                  | -                  |            | -          | -          | 154+   | 2+     |